# Brachycorythis sceptrum
Brachycorythis sceptrum är en orkidéart som beskrevs av Rudolf Schlechter. Brachycorythis sceptrum ingår i släktet Brachycorythis och familjen orkidéer. Inga underarter finns listade i Catalogue of Life.